# バイオ・インフェルノ
『バイオ・インフェルノ』（Warning Sign）は、1985年のアメリカ合衆国のSFホラー映画。サム・ウォーターストン、キャスリーン・クインラン、ヤフェット・コットー、ジェフリー・デマン、リチャード・ダイサート出演。

## ストーリー
農業関係の遺伝子工学研究を行っている農業バイオテック研究所で、P4施設においてニールセン博士が研究している試料の細菌を入れた容器が破損し、ニールセン博士、所長のトム・シュミット博士ら研究員は警備を担当するジョニーの手によって研究所に隔離される。ジョニーの夫で保安官のキャル・モースは、彼女との電話中に汚染警報が出たことを伝えられ、研究所に急行する。シュミット博士は汚染ではなく空気ポンプの故障が原因だとしてジョニーに隔離解除を指示するが、彼女はニールセン博士から実際に空気汚染が発生しているとの知らせを受け、読むように言われた金庫の指示書通りにコナリー少佐へ連絡し、彼の命によりアシスタントのボブの恋人で隔離前に研究所を出たデイナ達は拘禁された。
研究所の入口に研究員の家族が集まって騒ぎになるなか、ヘリで到着したコナリー少佐はキャルと話し、家族達の前で事情説明を行う。そして事故処理のために陸軍が研究所へ出動し、内部の状況調査を開始する。少佐が事故の詳細を話さないため、キャルは監視室に忍び込み事の重大さを知るが、少佐から見たことを絶対に口外しないよう釘を刺される。電話でシュミット博士はコナリー少佐が勝手に軍隊を呼んだことを咎め、警報は誤報でただのポンプ故障だと話すが、少佐から実際に汚染が確認されたと知らされ愕然とする。キャルはジョニーに研究所の状況について聞き、詳細な情報を得ようと研究を始めた元研究員のダン・フェアチャイルド博士の自宅に向かう。博士と話をするうちにキャルは研究所が農業関係の研究ではなく、実際には細菌兵器の研究をしていたことに感づく。協力に乗り気でないフェアチャイルド博士を説得し、キャルは彼と共に研究所に戻りジョニーや研究員の救出に乗り出す。
長時間隔離されたシュミット博士たちは我慢の限界を超え、ジョニーのいる中央監視室に乗り込み彼女を脅して暗号を聞き出し研究所を脱出しようとするが、すでに暗号が無効化されており失敗する。さらにボブの細菌感染が確認され、錯乱したティペットら研究員は突入してきた汚染処理班を押しのけ外に出ようとして、処理班の警告に従わなかったティペットは射殺される。手に負えなくなったコナリー少佐は、ついにキャルとフェアチャイルド博士に助けを求める。

## キャスト
※括弧内はテレビ東京版の日本語吹替（初回放送 1988年1月21日『木曜洋画劇場』）
- キャル・モース - サム・ウォーターストン（小川真司）
- ジョニー・モース - キャスリーン・クインラン（高島雅羅）
- コナリー少佐 - ヤフェット・コットー（郷里大輔）
- ダン・フェアチャイルド博士 - ジェフリー・デマン（阪脩）
- ニールセン博士 - リチャード・ダイサート（千葉耕市）
- トム・シュミット博士 - G・W・ベイリー（上田敏也）
- ヴィック・フリント - ジェリー・ハーディン
- ボブ - リック・ロソヴィッチ（英語版）（江原正士）
- デイナ - シンシア・カール
- ウォルストン大尉 - スコット・ポーリン（英語版）
- ラメシュ・カプーア博士 - カヴィ・ラズ（英語版）
- ティペット - キース・ザラバッカ
- ピサルツィク - ジャック・チボー（英語版）
- コナリーの側近 - J・パトリック・マクナマラ

## スタッフ
- 監督 - ハル・バーウッド（英語版）
- 脚本 - マシュー・ロビンス、ハル・バーウッド
- 製作 - ハル・バーウッド、ジム・ブルーム
- 製作総指揮 - マシュー・ロビンス
- 撮影監督 - ディーン・カンディ
- プロダクションデザイナー - ヘンリー・バムステッド（英語版）
- 編集 - ロバート・ローレンス
- 音楽 - クレイグ・セイファン（英語版）
- 衣裳デザイン - アジー・ゲラード・ロジャース
- 特殊メイク - エドゥアルド・アンリケス3世（英語版）

日本語版スタッフ
- 字幕翻訳 - 岡枝慎二
- 吹替翻訳 - 山田ユキ
- 吹替演出 - 田島荘三
- 吹替調整 - 近藤勝之
- 吹替効果 - 新音響
- 吹替担当 - 小嶋尚志（コスモプロモーション）
- 吹替配給 - ムービーテレビジョン
- 吹替プロデューサー - 石川博、中村豊志（テレビ東京）
- 吹替製作 - テレビ東京、コスモプロモーション
- 吹替製作協力 - 武市プロダクション